# Agatha Gatter
Agatha Gatter (* um 1589; 1604 begnadigt und nach Konstanz verzogen; † unbekannt) war ein Opfer der Hexenverfolgungen in Freiburg, bei denen in den Jahren von 1599 bis 1603 in Freiburg 25 Frauen als angebliche Hexen hingerichtet wurden.

## Biografie
Agatha Gatter war die Tochter der Wäscherin Ursula Gatter aus Waldkirch, die im August 1603 als Hexe in Freiburg hingerichtet wurde. Die Mutter Ursula hatte unter Folter die Hexerei gestanden und wurde darum enthauptet, bevor man sie auf dem Scheiterhaufen verbrannte.

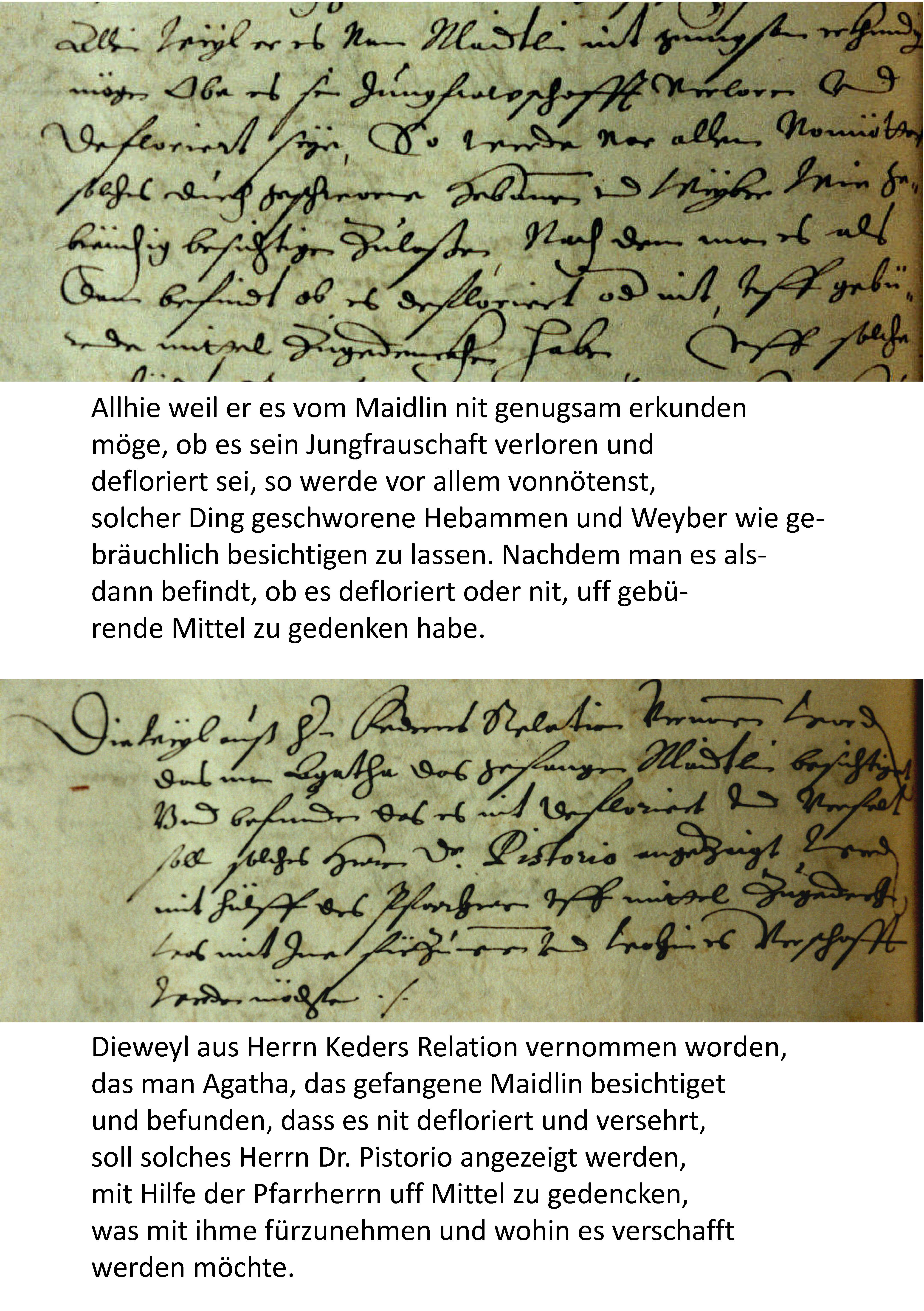
Stadtarchiv Freiburg: Untersuchungsauftrag und -ergebnis

Nachdem die Mutter hingerichtet worden war, wurde ihre 14-jährige Tochter Agatha Gatter einem Verhör unterzogen. Das Mädchen gab folgende Falschaussage zu Protokoll, vermutlich um der Folter zu entgehen: „daß es nit allein zum zehenden mal bey Hexenzusammenkünfften mit gedachter seyner Mutter gewäsen, sondern auch sich Gottes und seyner Heiligen verläugnet und vom bösen Geist zu 2 underschidlichen malen beschlaffen worden“ sei.
Ein Rechtsgelehrter der Universität Freiburg namens Theodor Metzger wurde um ein Gutachten gebeten. In dem Gutachten, das er am 5. November 1603 im Stadtrat verlas, empfahl Metzger, man solle Agatha Gatter bis zum Alter von 16 Jahren gefangenhalten, dann aber, wenn der Verdacht der Hexerei fortbestehe, der Folter unterziehen und nach dem Geständnis exekutieren.

„Es gibt gleichwol in diesem Fall wolermeldter Herr Binsfeldius in hirob angeregtem seinem Tractat diesen Rath, dass man mit solchen jungen leuthen bis dass sie auffs wenigst sechzehn jahr allt werden, die todtstraff einstellen, sie in einer leidlichen gefängnus auffhalten und in göttlichen Sachen hiezwischen wol underrichten solle … ‚Falls aber ettliche neie iudicia, Verdacht und Argwohn dieses Lasters halber fürfallen sollten, dass man alsdann zur Erkundung der gründlichen wahrheit wieder dieselbige in neier guttlicher oder peinlicher Inquisition durch die Tortur fürnemmen und nach Befindung der Missetat die geliebte iustitiam administriren und exsequiren.‘“

Wer der Folter unterzogen wurde, hatte nur wenig Chancen, mit dem Leben davonzukommen, so dass dieses Gutachten einem Todesurteil gleichkam.
Am 17. November 1603 schritt Johannes Pistorius ein und erklärte dem Freiburger Stadtrat, er wolle das Mädchen noch einmal verhören. Als Arzt und Jurist wollte er das unglaubwürdige Geständnis ad absurdum führen. Geschworene Hebammen und Frauen sollten das Mädchen auf Jungfräulichkeit untersuchen. Drei Tage später berichtete der Ratsbeauftragte Jacob Keder das Ergebnis. Das Mädchen wurde „gegnadigt, der strenge rechtens überhebt und mit rath der rechtsgelerten und geistlichen sonderlichen herrn Dr. Johann Pistory […] einer frawen gehen in Constantz in zucht und cost verdingt. […] So allhie hinweggezogen, Montag den 12. Januariy anno 1604.“

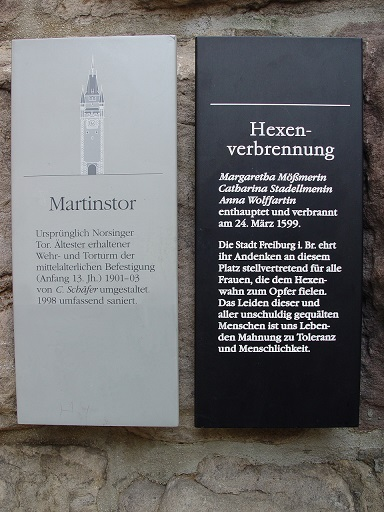
Martinstor Freiburg Gedenktafel für die Opfer der Hexenprozesse

Johannes Pistorius fand eine Familie, zu der Agatha Gatter nach der Haftentlassung gehen konnte.

## Gedenken
Eine Plakette am Martinstor erinnert an die Opfer der Freiburger Hexenprozesse.